# Moskauer Prozesse
Als Moskauer Prozesse werden vier Moskauer Gerichtsverhandlungen in den Jahren 1936 bis 1938 bezeichnet, in denen hohe Funktionäre der Kommunistischen Partei der Sowjetunion (Bolschewiki) und der Sowjetunion wegen angeblicher terroristischer und staatsfeindlicher Aktivitäten angeklagt und umgebracht wurden. Sie fielen in die Anfangszeit des Großen Terrors unter Josef Stalin, in der dieser die alte Garde der Bolschewiki, die noch aus der Gefolgschaft Lenins stammte, durch sogenannte Säuberungen aus dem Weg schaffte und damit seine Alleinherrschaft sicherte.
Drei Prozesse waren öffentliche Verhandlungen und als Schauprozesse organisiert, einer ein nichtöffentlicher Militärgerichtsprozess. In diesen Prozessen wurde politische Opposition innerhalb der KPdSU zum Gegenstand einer Anschuldigung nach dem Strafrecht gemacht und damit fast die gesamte Führung der Oktoberrevolution ausgeschaltet. Nahezu alle gegen die Angeklagten erhobenen Vorwürfe wurden später widerlegt.

## Bedeutung

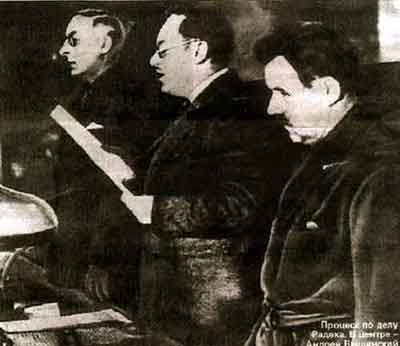
Andrei Wyschinski, Bildmitte, verliest die Anklageschrift, 1937

Die Moskauer Prozesse liquidierten die Hauptvertreter der Politikergeneration der Oktoberrevolution von 1917: Grigori Sinowjew war unter anderem Vorsitzender des Petrograder Sowjets und des Exekutivkomitees der Komintern gewesen, Alexei Rykow Vorsitzender des Rats der Volkskommissare, Lew Kamenew sein Stellvertreter und zudem Mitglied im Zentralkomitee der Partei der Bolschewiki, Nikolai Bucharin war Politbüromitglied und Chefredakteur der Parteizeitung Prawda gewesen. Sinowjew und Kamenew wurden nach dem Prozess von 1936 erschossen, Rykow und Bucharin nach dem Prozess von 1938. Mit der Ermordung von Leo Trotzki durch sowjetische Agenten im Jahr 1940 in Mexiko war von den sechs bedeutendsten Männern, die Lenin in seinem Testament erwähnt hatte, nur Stalin übriggeblieben. Georgi Pjatakow und Karl Radek, ebenfalls Mitglieder des Zentralkomitees, wurden 1937 verurteilt. Mit den Prozessen entledigte sich Stalin, der im Hintergrund bei allen Prozessen die Regie führte, aller möglichen Opponenten in der Partei. Nahezu alle Parteimitglieder, die 1934 am „Parteitag der Sieger“ als Delegierte teilgenommen hatten, wurden zum Tode verurteilt und hingerichtet. Insbesondere gegen die Anhänger des Leningrader Parteisekretärs Sergei Mironowitsch Kirow führte Stalin einen Rachefeldzug.

## Juristische Vorbereitung
Am 1. Dezember 1934 wurde Kirow ermordet. Er war ein persönlicher Freund Stalins, der mit ihm zusammen in Urlaub fuhr und seine politische Karriere sehr gefördert hatte. Der Stalin-Biograph Edward Radsinski nennt Kirow Stalins „loyal henchman“ (treuen Schergen) und zitiert aus Kirows Rede auf dem XVII. Parteitag der KPdSU 1934, in der der „Woschd“ zweiundzwanzigmal mit immer neuen panegyrischen (lobpreisenden) Ausdrücken gepriesen wurde. Noch am Tag von Kirows Ermordung wurde ein Gesetz erlassen, das die Justiz anwies, Fälle von Terrorakten beschleunigt zu erledigen und die Todesurteile sofort zu vollstrecken. Dieses Gesetz nahm den Angeklagten weitgehend die ordentliche Verteidigungsmöglichkeit, die Möglichkeit, ihr Urteil überprüfen zu lassen, und den Gnadenweg. Es wurde zu einer der Grundlagen für die Liquidierungen der folgenden Jahre.

## Ablauf

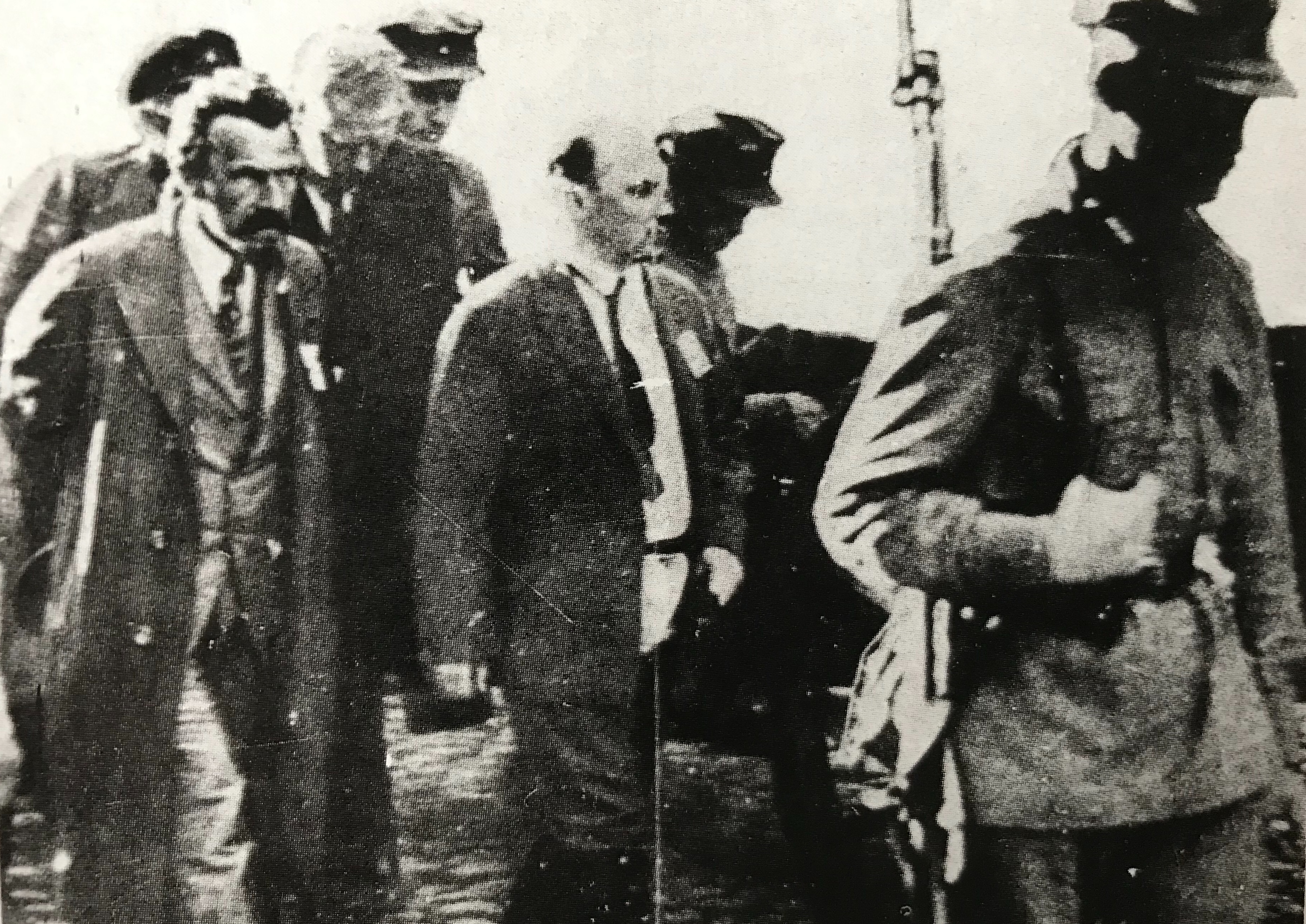
Nikolai Bucharin und Alexei Iwanowitsch Rykow 1938 vor der Prozessverhandlung

Chefankläger von 1936 bis 1938 war der Generalstaatsanwalt der Sowjetunion Andrei Wyschinski, der Nikolai Krylenko abgelöst hatte. Beide hatten 1928 im Schachty-Prozess eine tragende Rolle gespielt. In den Prozessen wurde jeweils behauptet, die Angeklagten hätten in einer verschwörerischen Verbindung mit Trotzki und Agenten des kapitalistischen Auslands zum Zwecke der Unterminierung der Sowjetmacht (Artikel 58 des Strafgesetzbuches der RSFSR) gestanden. Wer diese angeblichen Auftraggeber waren, richtete sich nach den jeweils vorherrschenden außenpolitischen Bündniswünschen der Kreml-Führung: Mal wurden sie mehr in Berlin, mal mehr in London angesiedelt.
Anlass der Prozesse war die Ermordung des Leningrader Parteisekretärs Sergei Kirow 1934, hinter der angeblich Trotzki und seine vermeintlichen Handlanger im Politbüro der KPdSU steckten. Als „Beweise“ hierfür dienten vorher vom NKWD erfolterte Geständnisse der Angeklagten; Sachbeweise wurden nicht vorgelegt. Die zur Verurteilung führenden Geständnisse kamen durch Folter oder psychischen Druck zustande, etwa durch die Drohung, auch Angehörige zu verhaften, zu misshandeln oder zu töten. Mehrere konkrete Aussagen der Angeklagten waren leicht zu widerlegen. Der im ersten Prozess angeklagte Golzmann wollte sich z. B. mit Trotzki bei dessen Besuch in Kopenhagen im Jahre 1932 getroffen haben, nach einem vorangehenden Treffen mit Trotzkis Sohn Leo Sedow im Hotel Bristol. Das Hotel war jedoch bereits im Jahr 1917 geschlossen worden. Sedow, der damals in Berlin wohnte, hatte zudem wegen Visumproblemen überhaupt nicht nach Kopenhagen fahren können. Ein weiterer Angeklagter, Olberg, sagte aus, dass Sedows geplante Reise in letzter Minute abgesagt worden sei. Diese eklatanten Widersprüche zwischen Golzmanns und Olbergs Aussagen erregten jedoch weder die Aufmerksamkeit des Staatsanwaltes, noch anderer Prozessbeteiligter oder der gefügigen sowjetischen Presse.
Der damalige stellvertretende Volkskommissar Georgi Pjatakow, angeklagt im zweiten Prozess, soll nach eigener Aussage im Dezember 1935 mit einem „Sonderflugzeug“ von Berlin nach Oslo geflogen sein, um sich dort mit Trotzki zu treffen. Abgesehen von der äußerst dürren und unwahrscheinlichen Schilderung der Reise konnten die norwegischen Behörden schnell feststellen, dass im Dezember 1935 kein einziges ausländisches Flugzeug in Oslo gelandet war.
Angebliche Tatsachen hielten der Konfrontation mit der Wirklichkeit nicht stand.
Im Einzelnen wurden folgende Prozesse geführt:

### 1. Prozess
Prozess gegen das „trotzkistisch-sinowjewistische terroristische Zentrum“ – Prozess der 16 vom 19. bis 24. August 1936, angeklagt waren
| Grigori Sinowjew                     | Vertrauter Lenins; 1919–1926 Vorsitzender des Exekutivkomitees der Komintern; ab 1934 Rektor der Universität Swerdlowsk.                                        |
| Lew Kamenew                          | Enger Mitarbeiter Lenins, 1917 Mitglied des Zentralkomitees der kommunistischen Partei; 1928 Direktor des Instituts für Weltliteratur und des Akademie-Verlags. |
| Grigori Jewdokimow                   | seit 1903 Bolschewik, 1919 Mitglied des Zentralkomitees der kommunistischen Partei; Volkskommissar für die Lebensmittelindustrie.                               |
| Iwan Bakajew                         | seit 1908 Bolschewik, 1917 Vorsitzender des Petrograder Sowjets; 1924–1928 Vorsitzender der Kontrollkommission der Kommunistischen Partei in Leningrad.         |
| Sergei Mratschkowski                 | seit 1905 Bolschewik, Kommandeur der Roten Armee im Bürgerkrieg.                                                                                                |
| Wagarschak Ter-Waganjan              | seit 1912 Bolschewik, 1917 Sekretär des Moskauer Komitees der kommunistischen Partei; Journalist und Herausgeber.                                               |
| Iwan Smirnow                         | seit 1903 Bolschewik, Militärführer der Roten Armee im Bürgerkrieg; ab 1932 Abteilungsleiter im Volkskommissariat für Schwerindustrie.                          |
| Jefim Dreitzer                       | Kommandeur der Roten Armee. |
| Isaak Reingold                       | 1919 Mitglied des Zentralkomitees der kommunistischen Partei; 1934 stellvertretender Volkskommissar für Landwirtschaft.                                         |
| Richard Pikel                        | 1918 Sekretär von Sinowjew; Literatur- und Theaterkritiker. |
| Eduard Golzmann                      | Sowjetischer Diplomat in Berlin. |
| Fritz David (Ilja-David Krugljanski) | seit 1929 Redakteur der Berliner Roten Fahne; ab 1933 in Moskau Mitarbeiter von Wilhelm Pieck.                                                                  |
| Valentin Olberg                      | Sohn von Paul Olberg; ab 1927 Mitglied der KPD; 1935 Pädagogikdozent in Gorki.                                                                                  |
| Konon Berman-Jurin (Hans Stauer)     | Deutscher Komintern-Funktionär, seit 1933 in der Sowjetunion.                                                                                                   |
| Moses Lurie (Alexander Emel)         | ab 1927 Mitglied der Agitpropabteilung des Zentralkomitees der KPD; ab 1934 Historiker an der Moskauer Universität.                                             |
| Nathan Lurie                         | Chefarzt in Tscheljabinsk. |

Alle 16 Angeklagten wurden zum Tode verurteilt und am 25. August 1936 exekutiert.

### 2. Prozess
Prozess gegen das „sowjetfeindliche trotzkistische Zentrum“  – Prozess der 17 vom 23. bis 30. Januar 1937, angeklagt waren
| Georgi Pjatakow       | seit 1910 Bolschewik; 1930–1936 stellvertretender Volkskommissar für Schwerindustrie. |
| Karl Radek            | Vertrauter Lenins im Schweizer Exil; seit 1920 Kominternfunktionär. |
| Grigori Sokolnikow    | seit 1905 Bolschewik; 1935–1936 erster Stellvertreter des Volkskommissars für Forstwirtschaft. |
| Nikolai Muralow       | seit 1903 Bolschewik, Organisator des Aufstands 1917 in Moskau, Kommandeur in der Roten Armee; seit 1925 Rektor der Timirjasew-Akademie für Landwirtschaft und Mitglied des Präsidiums der Staatlichen Plankommission. |
| Michail Boguslawski   | seit 1917 Bolschewik; bis 1924 stellvertretender Vorsitzender des Moskauer Sowjets. |
| Leonid Serebrjakow    | seit 1905 Bolschewik; 1930–1936 Chef der Zentralverwaltung für Verkehrswesen und Güterkraftverkehr. |
| Valentin Arnold       | Wirtschaftsfunktionär. |
| Iwan Grase            | Kominternfunktionär; seit 1934 in der Abteilung Chemieindustrie des Volkskommissariats für Schwerindustrie tätig. |
| Jakow Liwschitz       | Stellvertretender Volkskommissar für Eisenbahnwesen. |
| Iwan Knjasew          | Linker Sozialrevolutionär; 1934–1936 im Volkskommissariat für Verkehrswesen tätig. |
| Jossif Turok          | 1936 stellvertretender Leiter der Swerdlowsker Eisenbahn. |
| Stanislaw Rataitschak | 1932–1934 stellvertretender Volkskommissar für Schwerindustrie. |
| Boris Norkin          | Wirtschaftsfunktionär in der Chemieindustrie, 1932–1936 Leiter des Kemerower „Chemiekombinatbau“. |
| Alexei Schestow       | Wirtschaftsfunktionär in der Montanindustrie im Kuzbass. |
| Michail Stroilow      | Leiter eines Bergwerks im Kuzbass, seit 1935 Chefingenieur von Kuzbasogul in Nowosibirsk. |
| Gawriil Puschin       | 1931 Chefingenieur, im Kuzbass tätig. |
| Jakob Drobnis         | seit 1907 Bolschewik; später stellvertretender Vorsitzender des Kleinen Rats der Volkskommissare. |

Dreizehn Angeklagte wurden zum Tode verurteilt und am 30. Januar 1937 hingerichtet. Die Angeklagten Arnold, Sokolnikow und Radek wurden zu zehn Jahren Gefängnis verurteilt, Stroilow zu acht Jahren. Alle vier starben noch vor Ende 1941 eines gewaltsamen Todes. Radek und Sokolnikow wurden im Mai 1939 angeblich von Mithäftlingen getötet, Arnold und Stroilow im September 1941 auf Geheiß Stalins erschossen.

### Nicht öffentlicher Militärgerichtsprozess
Im Juni 1937 wurde ein nicht-öffentlicher Militärgerichtsprozess unter der Anklage des Verrats, der Spionage und der Verschwörung durch eine „anti-sowjetische trotzkistische Militärorganisation“ geführt. Unter dem Vorsitz des Richters Wassili Ulrich, Vorsitzender des Militärkollegiums des Obersten Gerichts der UdSSR, war speziell dazu ein Tribunal von Generalen der Roten Armee gebildet worden.
Angeklagt durch den Generalstaatsanwalt der UdSSR  Andrei Wyschinski wurden:
| Michail Tuchatschewski | Marschall der Sowjetunion    | Generalstabschef und Vize-Verteidigungsminister             |
| Iona Jakir             | Armeebefehlshaber I. Ranges  | Kommandeur des Kiewer Militärbezirks                        |
| Jeronimas Uborevičius  | Armeebefehlshaber I. Ranges  | Kommandeur des Weißrussischen Militärbezirks                |
| August Kork            | Armeebefehlshaber II. Ranges | Leiter der Militärakademie „M.W. Frunse“                    |
| Roberts Eidemanis      | Korpskommandeur              | Mitglied des Revolutionären Kriegsrates                     |
| Vytautas Putna         | Korpskommandeur              | Sowjetischer Militärattaché in London                       |
| Boris Feldman          | Korpskommandeur              | Leiter der Kommando- und Stabsdirektion der Roten Armee     |
| Witali Primakow        | Korpskommandeur              | Stellvertretender Kommandeur des Leningrader Militärbezirks |

Nicht mehr angeklagt werden konnte J. B. Gamarnik. Er war vor dem Mai 1937 im Range eines Armeekommissar I. Ranges als Leiter der Politischen Hauptverwaltung der Roten Armee und 1. Stellvertreter des Verteidigungsministers Woroschilow tätig. Er wurde ab dem 20. Mai 1937 schrittweise, beginnend mit seiner Versetzung in den Militärrat des Zentralasiatischen Militärbezirks, aller politischen und militärischen Ämter und Ränge enthoben. Am 31. Mai wurde er aus der Roten Armee entlassen und musste nunmehr mit seiner Verhaftung rechnen. Noch am gleichen Abend folgte sein Suizid.
Einige der Angeklagten bezichtigten sich selbst der konstruierten und grotesken Vorwürfe und wiederholten die brutal erfolterten Geständnisse. Fast alle Angeklagten beschuldigten Tuchatschewski der Drahtzieher bzw. Anstifter einer Verschwörung zum Sturz bzw. der Ermordung Stalins gewesen zu sein. Alle Angeklagten wurden vom Tribunal zum Tode verurteilt und am 12. Juni 1937 hingerichtet. Auch viele ihrer Familienangehörigen wurden hingerichtet oder deportiert.
Seitens der Tribunalmitglieder trug insbesondere Budjonny mit massiven Vorwürfen gegenüber Tuchatschewskis Reform- und Modernisierungskurs zum Verlauf dieses Schauprozesses bei. Die von Tuchatschewski initiierte Modernisierung und Motorisierung der Roten Armee bedeuteten militärstrategisch eine Abwertung der im Bürgerkrieg oft entscheidenden Kavallerieverbände, dies trug ihm den Hass des ihm spätestens seit der verlorenen Schlacht von Warschau ohnehin feindlich gegenüberstehenden Inspekteurs der Kavallerie Budjonny, den Tuchatschewski im Vorfeld schon mal als Analphabeten bezeichnete, ein.
Während die Parteisäuberungen von 1929 und 1933 das Militär kaum betrafen, wurden in den Wochen nach dem Prozess und bis Mitte 1938 viele Offiziere und Soldaten, auch Politkommissare verhaftet und zu Gefängnisstrafen verurteilt oder exekutiert. Auch die Generale, welche als Mitglieder des Tribunals an den Urteilen mitwirkten, wurden zum überwiegenden Teil später selbst Opfer des Großen Terrors.
Mitglieder des Militärtribunals

Marschall der Sowjetunion
- Wassili Blücher†
- Semjon Budjonny

Armeebefehlshaber I. Ranges
- Boris Schaposchnikow
- Iwan Below†

Armeebefehlshaber II. Ranges
- Jakow Alksnis†
- Pawel Dybenko†
- Nikolai Kaschirin†

Korpskommandeur
- Jelissei Gorjatschew†S

Nur zwei Mitglieder des Tribunals, die mit Stalin persönlich besonders eng verbundenen Budjonny und Schaposchnikow, überlebten die mit dem Prozess beginnende faktische Enthauptung der Roten Armee (mit † sind die vor 1941 liquidierten Mitglieder des Tribunals gekennzeichnet, mit †S der Selbstmord Gorjatschews am 12. Dezember 1938 in Erwartung seiner unmittelbar bevorstehenden Verhaftung).

### 3. Prozess
Prozess gegen den „antisowjetischen ‚Block der Rechten und Trotzkisten‘“ – Prozess der 21 vom 2. bis 13. März 1938, angeklagt waren:
| Alexei Rykow                     | seit 1903 Bolschewik, 1910 jedoch Differenzen mit Lenin, 1924–1930 Vorsitzender des Rats der Volkskommissare, somit der Nachfolger Lenins als Regierungsoberhaupt; 1931–1936 Volkskommissar für das Post- und Fernmeldewesen.            |
| Nikolai Bucharin                 | seit 1906 Bolschewik, Theoretiker, Chefredakteur der Prawda; 1934–1937 Chefredakteur der Iswestija. |
| Nikolai Krestinski               | Vertrauter Lenins zur Zeit der russischen Revolution 1917; 1930–1937 stellvertretender Außenminister der UdSSR. |
| Christian Rakowski               | 1929 Regierungschef der ukrainischen Sowjetrepublik, Komintern-Funktionär; seit 1934 Leiter der Verwaltung der Bildungseinrichtungen des Volkskommissariats für Gesundheitswesen und seit 1935 Vorsitzender des Roten Kreuzes der UdSSR. |
| Genrich Jagoda                   | seit 1917 Bolschewik, seit 1922 im Apparat der Tscheka; 1934–1936 Volkskommissar für Innere Angelegenheiten der UdSSR, verantwortlich für die Durchführung des ersten der Moskauer Prozesse(!).                                          |
| Arkadi Rosenholz                 | seit 1905 Bolschewik; 1930–1937 Volkskommissar für Außenhandel. |
| Wladimir Iwanow                  | seit 1915 Bolschewik; seit 1931 KP-Chef für die Nordgebiete der UdSSR, 1936–1937 Volkskommissar für Holzindustrie. |
| Michail Tschernow                | 1909 Menschewik, 1920 Bolschewik; seit 1934 Volkskommissar für Landwirtschaft. |
| Hryhorij Hrynko (Grigori Grinko) | zunächst Sozialrevolutionär, seit 1920 Bolschewik in der Ukraine; seit 1930 Volkskommissar für Finanzen. |
| Issaak Selenski                  | seit 1906 Bolschewik; seit 1934 Vorsitzender des Zentralverbandes der Konsumgenossenschaften. |
| Akmal Ikramow                    | seit 1918 Bolschewik; seit 1929 Chef der kommunistischen Partei in Usbekistan. |
| Fayzulla Xoʻjayev (Chodžaev)     | seit 1925 Vorsitzender des Rats der Volkskommissare in Usbekistan. |
| Wassili Scharangowitsch          | seit 1917 Bolschewik; seit 1934 Mitglied der Parteikontrollkommission, ab März 1937 KP-Chef in Weißrussland. |
| Prokopi Subarew                  | 1934–1937 stellvertretender Volkskommissar für Landwirtschaft. |
| Pawel Bulanow                    | seit 1921 Mitarbeiter der Tscheka; 1934–1937 Sekretär der Sonderberatung des NKWD der UdSSR. |
| Lew Lewin                        | Arzt des Kreml-Krankenhauses, behandelnder Arzt von Lenin und Maxim Gorki. |
| Ignati Kasakow                   | Arzt im Tscheka-Apparat. |
| Wenjamin Maximow-Dikowski        | seit 1920 Bolschewik; seit 1932 im Sekretariat des Rats der Volkskommissare tätig. |
| Pjotr Krjutschkow                | seit 1918 Sekretär von Maxim Gorki. |
| Sergei Bessonow                  | 1933 Rat der Bevollmächtigten Vertretung der UdSSR in Deutschland. |
| Dmitri Pletnjow                  | Medizinprofessor an der Medizinischen Fakultät in Moskau. |

18 der Angeklagten wurden zum Tode verurteilt. Das Urteil wurde am 15. März 1938 vollstreckt. Rakowski und Pletnev wurden zu zwanzig Jahren Gefängnis, Bessonow zu 15 Jahren Gefängnis verurteilt. Alle drei wurden am 11. September 1941 auf Weisung Stalins erschossen.

## „Gegenprozess“
In diesen Prozessen war eigentlich immer der nicht anwesende Leo Trotzki, der ehemalige Vorsitzende des Petrograder Sowjets, der die Machtübernahme der Sowjets am 7. November 1917 organisiert hatte, der Hauptangeklagte. Die Angeklagten hätten ihre Verbrechen in seinem Auftrag begangen, um den Kapitalismus in der Sowjetunion wieder zu errichten. Trotzki war im russischen Bürgerkrieg von 1918 bis 1923 Oberkommandierender der Roten Armee gewesen und 1929 mittels Ausweisung ins Exil gezwungen worden. Seitdem lebte er außerhalb der Sowjetunion (zunächst in der Türkei, dann in Frankreich, später in Norwegen und von 1937 bis zu seiner Ermordung 1940 in Mexiko).
Das American Committee for the Defense of Leon Trotsky führte 1937 zahlreiche Hearings durch, die als Ganzes einem Gerichtsprozess ähnelten. Die Dewey Commission unter Vorsitz von John Dewey konnte die wenigen vorgelegten materiellen ‚Beweise‘ durchgängig widerlegen und veröffentlichte am 21. September 1937 einen Bericht.

## Äußere Wahrnehmung und Wirkung
Die Moskauer Prozesse können als eine der ersten größeren Krisen des Sowjetsystems mit Außenwirkung auf den Unterstützerkreis an vornehmlich intellektuellen Sympathisanten im westlichen Ausland angesehen werden. Angesichts der unmittelbaren Bedrohung durch den Nationalsozialismus in Mitteleuropa war dieser Effekt allerdings weniger bedeutsam als etwa jener des Ungarnaufstandes 1956 oder der Intervention des Warschauer Paktes in der Tschechoslowakei 1968 („Prager Frühling“). Führende linke Intellektuelle wie Louis Aragon, Ernst Bloch, Ernst Fischer, aber auch der 1937 kurz in der Sowjetunion weilende Lion Feuchtwanger rechtfertigten die Prozesse in Unkenntnis der tatsächlichen Vorgänge. Zugleich diente ausgewähltes Material wie die Reden des Generalstaatsanwalts Andrei Wyschinski zum Beispiel in der DDR als Diskussionsgrundlage und Schulungsmaterial, um Säuberungen innerhalb der SED durchzuführen.

## Rehabilitation
In seiner Geheimrede Über den Personenkult und seine Folgen auf dem XX. Parteitag der KPdSU, mit der er die Entstalinisierung einleitete, erklärte Generalsekretär Nikita Chruschtschow am 25. Februar 1956, dass die Angeklagten zu Unrecht verfolgt wurden, unter anderem weil das Plenum des ZK der KPdSU vorher nicht gehört worden sei. Ferner sagte Chruschtschow: „Das Schuldbekenntnis vieler Verhafteter, die wegen feindlicher Aktivitäten angeklagt wurden, wurde mit Hilfe grausamer, unmenschlicher Folterungen erreicht.“ Die volle Rehabilitierung vieler Angeklagter erfolgte über dreißig Jahre später im Zeitalter von Glasnost und Perestroika. Das Politbüro des ZK der KPdSU hatte am 28. September 1987 zu diesem Zweck eine eigene Kommission gegründet, die zunächst unter dem Vorsitz von Michail Sergejewitsch Solomenzew, ab Oktober 1988 unter Alexander Nikolajewitsch Jakowlew arbeitete. Sie untersuchte die Fälle der Moskauer Prozesse und vieler anderer Opfer des Stalinismus und schloss ihre Arbeit im Juli 1990 mit der Rehabilitation von über einer Million Sowjetbürger ab.

## Erklärungsversuche
Über die genauen Hintergründe dieser Prozesse beziehungsweise der Säuberungen an sich bestehen in der historischen Forschung verschiedene Ansichten. Unter anderem wird persönliche Machtsicherung ebenso für möglich gehalten wie eine Paranoia Stalins.
Dimitri Wolkogonow bezweifelt, dass Stalin tatsächlich trotzkistische Verschwörer und Agenten des Kapitalismus bekämpfen wollte. Die Säuberungen und die ihnen zugrunde liegenden Verschwörungstheorien seien ursprünglich ein im Kern rationales Kalkül zur äußeren Stabilisierung der Sowjetunion und zur Sicherung der persönlichen Herrschaft gewesen, hätten dann aber eine Eigendynamik gewonnen und auf das Bewusstsein ihres Urhebers zurückgewirkt.

## Zeitgenössische Darstellungen
- Volkskommissariat für Justizwesen der UdSSR (Hrsg.): Prozessbericht über die Strafsache des trotzkistisch-sinowjewistischen terroristischen Zentrums; Prozessbericht über die Strafsache des sowjetfeindlichen trotzkistischen Zentrums: Verhandelt vor dem Militärkollegium des Obersten Gerichtshofes der UdSSR, 19.-24. August 1936. Moskau 1936 (Online).
- Volkskommissariat für Justizwesen der UdSSR (Hrsg.): Prozessbericht über die Strafsache des sowjetfeindlichen trotzkistischen Zentrums. Verhandelt vor dem Militärkollegium des Obersten Gerichtshofes der UdSSR vom 23.-30. Januar 1937. Moskau 1937.
- Volkskommissariat für Justizwesen der UdSSR (Hrsg.): Prozessbericht über die Strafsache des antisowjetischen Block der Rechten und Trotzkisten verhandelt vor dem Militarkollegium des Obersten Gerichtshofes der UdSSR vom 2.-13. März 1938. Moskau 1938.
- John Dewey u. a.: The Case of Leon Trotsky. Report of Hearings on the charges made against him in the Moscow Trials. Harper & Brothers, London / New York 1937 (Online).
- Leo Sedow:  Rotbuch über den Moskauer Prozeß. Dokumente. Gesammelt und redigiert von Lew Sedow. Editions Lion de Lee, Antwerpen 1936. Zahlreiche Nachdrucke, u. a. Reprint: isp-Verlag, Frankfurt 1988, ISBN 3-88332-142-7. Online nach dem Nachdruck der Ausgabe der Spartakus GmbH Hamburg 1972 .
- Victor Serge: 16 fusillés : où va la révolution russe. J. Lefeuvre, Paris 1936. In Cahiers Spartacus Paris. Deutsche Ausgabe als  Die sechzehn Erschossenen – Unbekannte Aufsätze II. mit einem Vorwort von Magdeleine Paz Cahiers. Verlag Association, Hamburg 1977, ISBN 3-88032-067-5 (Online).
- Leo Trotzki: Stalins Verbrechen. Übersetzt von Alexandra Pfemfert.  Jean-Christophe-Verlag, Zürich 1937. Neuausgabe Dietz, Berlin 1990, ISBN 3-320-01552-4.

## Belletristische Bearbeitung
- Arthur Koestler: Sonnenfinsternis. 1940
- Stefan Heym: Radek. Roman. C. Bertelsmann, München 1995.
- Anatoli Rybakow: Jahre des Terrors. Roman. Kiepenheuer & Witsch, Köln 1990, ISBN 978-3-462-02044-1
- Eugen Ruge: Metropol. Roman. Rowohlt, 2019.